# Kuchhalu, Tirthahalli
Kuchhalu là một làng thuộc tehsil Tirthahalli, huyện Shimoga, bang Karnataka, Ấn Độ.